# NGC 5184
NGC 5184 est une galaxie spirale intermédiaire située dans la constellation de la Vierge. Sa vitesse par rapport au fond diffus cosmologique est de 4 285 ± 21 km/s, ce qui correspond à une distance de Hubble de 63,2 ± 4,4 Mpc (∼206 millions d'al). NGC 5184 a été découverte par l'astronome germano-britannique William Herschel en 1787.
La classe de luminosité de NGC 5184 est III et elle présente une large raie HI. Selon la base de données Simbad, NGC 5184 est une galaxie LINER, c'est-à-dire une galaxie dont le noyau présente un spectre d'émission caractérisé par de larges raies d'atomes faiblement ionisés.
À ce jour, sept mesures non basées sur le décalage vers le rouge (redshift) donnent une distance de 59,029 ± 4,824 Mpc (∼193 millions d'al), ce qui est à l'intérieur valeurs de la distance de Hubble.